# PGA Grand Slam of Golf
Der PGA Grand Slam of Golf war das exklusivste Golfturnier der Welt. Teilnehmer waren die vier Gewinner der Major-Turniere bestehend aus US Masters, US Open, Open Championship und PGA Championship. Organisiert wurde das Turnier von der PGA of America. Die letzte Austragung fand 2014 statt.

## Modus
Das Turnier dauert zwei Tage und wird über 36 Löcher gespielt. Gewann ein Golfer mehr als ein Major, so wird derjenige bzw. werden diejenigen ehemaligen Gewinner der Major-Turniere, die im betreffenden Jahr bei den Majors am besten abgeschnitten haben, eingeladen.

## Austragungsort
Von 1979 bis 1993 wurde das Turnier, mit einigen Unterbrechungen, auf verschiedenen Plätzen abgehalten. Von 1994 bis 2006 fand es am Poipu Bay Golf Course in Koloa, Hawaii auf der Insel Kauaʻi statt. Ab 2007 übersiedelte die Veranstaltung auf die Bermudas, und zwar für zwei Jahre in den Mid Ocean Club und anschließend 2009 und 2010 in den Port Royal Golf Course. Bis 2006 wurde der Wettkampf jeweils im November oder Dezember ausgetragen, seit 2007 findet er Mitte Oktober statt, da die Saison in den USA wegen des FedEx Cups früher endet.

## Dotierung
Von 1991 bis 2005 betrug das Preisgeld  1 Mio. US$, wobei 400.000 US$ auf den Sieger entfielen. Nach einer Erhöhung auf 1,25 Mio. im Jahre 2006, ist die derzeitige Dotierung 1,35 Mio. US$ und 600.000 US$ für den Sieger. Das Preisgeld erscheint im Vergleich zu vielen anderen Turnieren im Verlauf des Jahres als sehr niedrig, man muss jedoch bedenken, dass auch der Viert- und somit Letztplatzierte bei diesem Turnier 200.000 US$ erhält. Das Preisgeld zählt nicht zur offiziellen Geldrangliste.

## Ergebnisse
| Jahr    | Sieger                                 | Zweiter                                       | Dritter                                       | Vierter                                       |
| ------- | -------------------------------------- | --------------------------------------------- | --------------------------------------------- | --------------------------------------------- |
| 2014    | Martin Kaymer (U)                      | Bubba Watson (M)                              | Rory McIlroy (OP)                             | Jim Furyk (a)                                 |
| 2013    | Adam Scott (M)                         | Justin Rose (U)                               | Jason Dufner (P)                              | Pádraig Harrington (a)                        |
| 2012    | Pádraig Harrington (a)                 | Webb Simpson (U)                              | (t) Keegan Bradley (a) und Bubba Watson (M)   | (t) Keegan Bradley (a) und Bubba Watson (M)   |
| 2011    | Keegan Bradley (P)                     | Charl Schwartzel (M)                          | Rory McIlroy (U)                              | Darren Clarke (O)                             |
| 2010    | Ernie Els (a)                          | David Toms (a)                                | (t) Martin Kaymer (P) und Graeme McDowell (U) | (t) Martin Kaymer (P) und Graeme McDowell (U) |
| 2009    | Lucas Glover (U)                       | Ángel Cabrera (M)                             | Stewart Cink (O)                              | Yang Yong-eun (P)                             |
| 2008    | Jim Furyk (a)                          | Pádraig Harrington (OP)                       | Retief Goosen (a)                             | Trevor Immelman (M)                           |
| 2007    | Ángel Cabrera (U)                      | Pádraig Harrington (O)                        | Jim Furyk (a)                                 | Zach Johnson (M)                              |
| 2006    | Tiger Woods (OP)                       | Jim Furyk (a)                                 | Geoff Ogilvy (U)                              | Mike Weir (a)                                 |
| 2005    | Tiger Woods (MO)                       | Phil Mickelson (P)                            | Michael Campbell (U)                          | Vijay Singh (a)                               |
| 2004    | Phil Mickelson (M)                     | Vijay Singh (P)                               | Retief Goosen (U)                             | Todd Hamilton (O)                             |
| 2003    | Jim Furyk (U)                          | Mike Weir (M)                                 | Shaun Micheel (P)                             | Ben Curtis (O)                                |
| 2002    | Tiger Woods (MU)                       | (t) Justin Leonard (a) und Davis Love III (a) | (t) Justin Leonard (a) und Davis Love III (a) | Rich Beem (P)                                 |
| 2001    | Tiger Woods (M)                        | David Toms (P)                                | Retief Goosen (U)                             | David Duval (O)                               |
| 2000    | Tiger Woods (UOP)                      | Vijay Singh (M)                               | Tom Lehman (a)                                | Paul Azinger (a)                              |
| 1999    | Tiger Woods (P)                        | Davis Love III (a)                            | José María Olazábal (M)                       | Paul Lawrie (O)                               |
| 1998    | Tiger Woods (a)                        | Vijay Singh (P)                               | Lee Janzen (U)                                | Mark O’Meara (MO)                             |
| 1997    | Ernie Els (U)                          | Tiger Woods (M)                               | Davis Love III (P)                            | Justin Leonard (O)                            |
| 1996    | Tom Lehman (O)                         | Steve Jones (U)                               | Nick Faldo (M)                                | Mark Brooks (P)                               |
| 1995    | Ben Crenshaw (M)                       | (t) Steve Elkington (P) und Corey Pavin (U)   | (t) Steve Elkington (P) und Corey Pavin (U)   | John Daly (O)                                 |
| 1994    | Greg Norman (a)                        | Nick Price (OP)                               | Ernie Els (U)                                 | José María Olazábal (M)                       |
| 1993    | Greg Norman (O)                        | Paul Azinger (P)                              | (t) Lee Janzen (U) und Bernhard Langer (M)    | (t) Lee Janzen (U) und Bernhard Langer (M)    |
| 1992    | Nick Price (P)                         | Tom Kite (U)                                  | Fred Couples (M)                              | Nick Faldo (O)                                |
| 1991    | Ian Woosnam (M)                        | Ian Baker-Finch (O)                           | Payne Stewart (U)                             | John Daly (P)                                 |
| 1990    | Andy North (a)                         | Craig Stadler (a)                             | Payne Stewart (P)                             | Curtis Strange (U)                            |
| 1989    | Curtis Strange (U)                     | Craig Stadler (a)                             | Ian Baker-Finch (a)                           | Greg Norman (a)                               |
| 1988    | Larry Nelson (P)                       | (t) Larry Mize (M) und Scott Simpson (U)      | (t) Larry Mize (M) und Scott Simpson (U)      | Greg Norman (a)                               |
| 1987    | Kein Turnier                           | Kein Turnier                                  | Kein Turnier                                  | Kein Turnier                                  |
| 1986    | Greg Norman (O)                        | Fuzzy Zoeller (a)                             | (t) Jack Nicklaus (M) und Bob Tway (P)        | (t) Jack Nicklaus (M) und Bob Tway (P)        |
| 1983–85 | Keine Turniere                         | Keine Turniere                                | Keine Turniere                                | Keine Turniere                                |
| 1982    | Bill Rogers (O)                        | David Graham (U)                              | Larry Nelson (P)                              | Tom Watson (M)                                |
| 1981    | Lee Trevino (a)                        | Tom Watson (O)                                | Jack Nicklaus (UP)                            | Seve Ballesteros (M)                          |
| 1980    | Lanny Wadkins (a)                      | Hale Irwin (U)                                | (t) David Graham (P) und Fuzzy Zoeller (M)    | (t) David Graham (P) und Fuzzy Zoeller (M)    |
| 1979    | (t) Andy North (U) und Gary Player (M) | (t) Andy North (U) und Gary Player (M)        | (t) John Mahaffey (P) und Jack Nicklaus (O)   | (t) John Mahaffey (P) und Jack Nicklaus (O)   |

Anmerkung: M = Masters Sieger, U = US Open Sieger, O = Open Sieger, P = PGA Championship Sieger, a = Ersatzspieler, t = geteilt

## Mehrfache Sieger
Nur fünf Spieler konnten das Turnier bis einschließlich 2010 mehr als einmal gewinnen.
- Tiger Woods – 7 Siege: 1998, 1999, 2000, 2001, 2002, 2005 und 2006 (nicht gespielt 2003, 2004, 2007 und 2008)
- Greg Norman – 3 Siege: 1986, 1993 und 1994
- Andy North – 2 Siege: 1979, 1990
- Jim Furyk – 2 Siege: 2003, 2008
- Ernie Els – 2 Siege: 1997, 2010